# Викигид
«Викиги́д» (англ. Wikivoyage) — открытый многоязычный некоммерческий вики-проект по созданию силами добровольцев свободных туристических путеводителей по всему миру. Один из википроектов, поддерживаемых фондом «Викимедиа» и расположенный на его серверах, братский проект по отношению к «Википедии» и прочим проектам фонда. Сайт проекта — wikivoyage.org.

## История
В 2003 году супруги Эван и Мишель Продрому основали проект по созданию силами интернет-пользователей свободных путеводителей Wikitravel, работающий на свободном вики-движке MediaWiki — том же, который используется Википедией и другими проектами фонда Викимедиа.
После трёх лет успешного развития в 2006 году проект был продан американской коммерческой компании Internet Brands. Это вызвало недовольство некоторых добровольцев из Италии и Германии, которые покинули проект и создали его форк — Wikivoyage.
Летом 2012 года наиболее активные участники и большая часть администраторов англоязычного и прочих языковых разделов также покинули проект Wikitravel из-за несогласия с политикой, проводимой владельцем ресурса компанией Internet Brands. В качестве временной площадки форка с сентября по ноябрь 2012 года использовались ресурсы Wikivoyage. В это же время была достигнута принципиальная договорённость о переходе проекта к Wikimedia Foundation.
10 ноября 2012 года проект Wikivoyage стал проектом фонда Викимедиа в режиме бета-тестирования, а 15 января 2013 года он был официально открыт как двенадцатый проект Фонда. При открытии проекта сообщество участников русской Википедии приняло решение именовать русскоязычный раздел как «Викигид», при этом для разделов на других языках используется название «Wikivoyage», или названия иноязычных разделов в случае использования таковых. Таким образом, сочетание «Русский Викигид» является тавтологией.

## Особенности проекта
Представление информации, её структура и механизмы заполнения коренным образом отличаются от принятых в Википедии. Информация, размещаемая в путеводителях, а также других форматах статей, может иметь различные источники достоверности. В том числе допускается размещать достоверную, но творчески осмысленную информацию. Основные правила и разделы имеют собственные названия, которые часто непривычны для участников из Википедии.
Соответственно, механизмы управления проекта Wikivoyage в некоторой мере отличаются от правил Википедии. Помимо аналогичных пяти принципов и других основ, в Викигиде существует основополагающее правило «Путешественник прежде всего». Данный принцип предполагает регулирующую функцию для практического применения достоверной информации путеводителей.
Статьи в Викигиде имеют жёсткую структуру, которая задается шаблоном каждого типа статей. При этом существуют рекомендации, что должно быть описано в каждом из разделов. Объекты, которые описываются в путеводителе, также предполагают использование стандартных шаблонов. При этом такие объекты могут быть нанесены на интегрированную в статью карту через задание географических координат.
Ссылок на страницах немного. Ссылки делятся на внешние и внутренние, при этом последние могут определяться по правилам создания новых статей, то есть быть объектом типа город, страна, национальный парк или некоторыми другими. Размещение внешних ссылок на интернет-ресурсы в тексте путеводителей также имеют ограничения. Внутри статей Викигида запрещено ссылаться на статьи Википедии, «предмет которых отличается от предмета статьи Викигида», то есть в статье может быть только одна ссылка на Википедию — интервика на соответствующую статью. Данная функция кросс-проектной связи с Википедией, а также Викискладом поддерживается через Викиданные.
Ещё одной особенностью является отсутствие категорий, навигация осуществляется в соответствии с принципами географической иерархии. Количество географических объектов в дереве навигации, как правило, ограничено девятью наименованиями. В проекте разрешены и даже поощряются оригинальные исследования.